# Zementleim
Zementleim oder Zementmilch ist eine mehr oder weniger zähflüssige Suspension aus Zement in Wasser und bildet die Grundlage für Beton und Mörtel. Das Mischungsverhältnis wird als Wasserzementwert bezeichnet und ist entscheidend für Festigkeit und Porenstruktur des durch Aushärtung entstehenden Zementsteins.
Reiner Zementleim wird im Spezialtiefbau und in der Betoninstandsetzung etwa zur Ausführung von Injektionsdichtungen verwendet.
Zur Herstellung von Beton und Mörtel werden dem Zementleim Gesteinskörner wie Sand und Kies – heute als Gesteinskörnung, früher als Zuschlag bezeichnet – sowie ggf. Betonzusatzmittel zugesetzt.
Eine Mischung aus Zement und Quarzsand wird als passiver Rostschutz zum Beschichten von Bauteilen aus Stahl verwendet, insbesondere von Stahlrohr. Der hohe pH-Wert des Zements verhindert die Korrosion.